# Charles Glover Barkla
Charles Glover Barkla (1877. június 7. – 1944. október 23.) Nobel-díjas angol fizikus.

## Életrajza
Barkla Widnesben született, s a Liverpooli Intézetben és a Liverpooli Egyetemen tanult. 1899-ben kutatóhallgatóként a cambridge-i Trinity College-ben ment, ahol Joseph John Thomson irányítása alatt a Cavendish Laboratóriumban dolgozott. A 18 hónap elteltével a zene iránti szeretete a cambridge-i King’s College-be vezette, ahol a templomi kórushoz csatlakozott. 1903-ban alapszakos, 1907-ben mesterszakos diplomát szerzett.
Miután Cambridge-ben, Liverpoolban és a londoni King’s College-ben dolgozott, 1913-ban az Edinburgh-i Egyetemen a természettudományok professzorává avatták. Ezt a pozíciót haláláig betöltötte. 1907-ben elvette Mary Esther Cowellt.
Levezette a röntgensugarak szóródásának a törvényét, és bemutatta a röntgensugarak anyagokban történő átalakulását valamint a másodlagos sugarak gerjesztését irányító folyamatokat. A részecskék röntgensugárzással kapcsolatos jellemzőinek felfedezéséért 1917-ben megkapta a fizikai Nobel-díjat. Ugyanebben az évben a Londoni Királyi Társaság Hughes Medállal tüntette ki.
Tiszteletére róla nevezték el a Barkla holdkrátert. Az Edinburghi Egyetemen a Canongate közelében, a Pedagógiai Kar Épülete mellett egy emléktábla is megemlékezik róla.